# Prva hrvatska nogometna liga (2007/2008)
Rozgrywki sezonu 2007/2008 rozpoczęły się 20 lipca 2007 r. W sezonie 2007/2008 bierze udział 12 drużyn. Tytułu Mistrza Prva NHL broniła drużyna Dinamo Zagrzeb. Mistrz sezonu 2007/2008 wziął udział w kwalifikacjach do Ligi Mistrzów. Wicemistrz wziął udział w Pucharze UEFA, a trzecia drużyna wzięła udział w Pucharze Intertoto.

## Zespoły w sezonie 2007/2008
- HNK Cibalia
- NK Dinamo Zagrzeb
- HNK Hajduk Split
- Inter Zaprešić
- NK Međimurje
- NK Osijek
- HNK Rijeka
- NK Slaven Belupo
- HNK Šibenik
- NK Varteks
- NK Zadar
- NK Zagreb

## Lista Strzelców
| Piłkarz          | Liczba goli | Drużyna        |
| ---------------- | ----------- | -------------- |
| Želimir Terkeš   | 21          | NK Zadar       |
| Radomir Đalović  | 18          | HNK Rijeka     |
| Nikola Kalinić   | 17          | Hajduk Split   |
| Krunoslav Lovrek | 14          | NK Zagreb      |
| Luka Modrić      | 13          | Dinamo Zagrzeb |
| Senijad Ibričić  | 12          | NK Zagreb      |
| Željko Malčić    | 12          | HNK Cibalia    |
| Mario Mandžukić  | 12          | Dinamo Zagrzeb |
| Boško Balaban    | 11          | Dinamo Zagrzeb |
| Anas Sharbini    | 11          | HNK Rijeka     |
| Ognjen Vukojević | 11          | Dinamo Zagrzeb |
| Josip Tadić      | 10          | Dinamo Zagrzeb |